# اسکار بروزن
اسکار بروزن (انگلیسی: Óscar Bruzón؛ زادهٔ ۲۹ مهٔ ۱۹۷۷) بازیکن فوتبال اهل اسپانیا است.
از باشگاه‌هایی که در آن بازی کرده‌است می‌توان به باشگاه فوتبال لاس پالماس، باشگاه فوتبال سلتاویگو، و باشگاه فوتبال مومبای سیتی اشاره کرد.